# Новоагбязово
Новоагбязово (баш. Яңы Әғбәз) — деревня в Бакалинском районе Башкортостана, относится к Старошарашлинскому сельсовету.

## История
Основана переселенцами из села Старое Агбязово в 1930‑е годы (по другим данным известна с 1912 года). По утверждению башкирских ученых село основано башкирами, однако в 1930-е годы в селе Старое Агбязово проживали татары, и основание села башкирами не подтверждается, и по материалам переписей населения, только до начала XX века (1902 год) в селе фиксировалось башкирское население. При этом многие группы населения этих районов, именовавшиеся в документах «башкирами» не только в XIX – начала XX веках, но и в более ранний период, следует рассматривать как часть татарского этноса, что подтверждается и итогами переписей.
До 1920 село входило в Амикеевскую волость Мензелинского уезда Уфимской губернии. С 1920 в составе Мензелинского кантона ТАССР. С 1930—1937(1940) гг. в Муслюмовском районе. В 1937—1940 годах Указом Верховного Совета РСФСР Новоагбязовский сельсовет из Муслюмовского района Татарской АССР переведен в состав Бакалинского района Башкирской АССР (ЦТИА РБ ф. Р-394. Оп.3, д.916, л.17).
В 1926 году построили мечеть, через год в её здании открыли школу.
В 1941—1945 гг. на войну ушли 78 мужчин, вернулись лишь 36.
В 1964 году построили новую 8-летнюю школу.
В 1964 году деревню электрифицировали. Был проведен газ.
В 80-х годах жители соседней д. Тырышево переезжают в Новоагбязово.
В 1980-х годах провели водопровод, построили клуб, детский сад, магазин.
До 2015 года в деревне работали МТМ-3, ферма, зерноток (ООО Красная звезда). В 2015 году Новоагбязовскую ООШ закрыли.
С 2005 современный статус.

Статус деревня, сельского населённого пункта, посёлок получил согласно Закону Республики Башкортостан от 20 июля 2005 года N 211-з «О внесении изменений в административно-территориальное устройство Республики Башкортостан в связи с образованием, объединением, упразднением и изменением статуса населенных пунктов, переносом административных центров» (ст.1).

## Географическое положение
Деревня находится на северо-западе Республики Башкортостан, на границе с Республикой Татарстан.
Расстояние до:
- районного центра (Бакалы): 15 км,
- центра сельсовета (Старые Шарашли): 8 км,
- ближайшей ж/д станции (Туймазы): 88 км.

## Радиостанции
- Болгар радиосы 100.00
- Юлдаш 103.30
- Татар радиосы 104.20
- Европа Плюс 106.30
- Спутник ФМ 106.80

## Достопримечательности
- Оборудованный родник с беседкой (ул. Родниковая)
- Доска почета воевавших в ВОВ (находится в школе)

## Развлечения
- Спортплощадка (ул. Школьная)
- Новоагбязовский сельский клуб

## Предприятия и организации
- Новоагбязовский сельский клуб
- Новоагбязовская ООШ (не действует)
- Медицинский пункт
- Магазин (не действует)

## Население
| 2002 | 2009 | 2010 |
| ---- | ---- | ---- |
| 225  | ↘201 | ↘197 |

Согласно переписи 2002 года, преобладающая национальность — татары (89 %).

## Водоемы
- река Урзя
- пруд (пожарный водоем ул. Родниковая)